# Klaus Wittig
Klaus Wittig (* 8. April 1938 in Effelder) ist ein Brigadegeneral außer Dienst des Heeres der Bundeswehr.

## Leben
Nach dem Abitur 1958 trat Wittig als Offizieranwärter in die Bundeswehr ein. Nach der Offizierausbildung war er Zugführer, S2/S1-Offizier, Erkundungsoffizier und Batteriechef.
Von 1969 bis 1971 absolvierte Wittig den 12. Generalstabslehrgang Heer an der Führungsakademie der Bundeswehr in Hamburg, wo er zum Offizier im Generalstabsdienst ausgebildet wurde. Es folgten Verwendungen als G 4 und G 3 einer Brigade. Von 1975 bis 1978 war er Bataillonskommandeur des Flugabwehrbataillons 7 in der Hendrik-De-Wynen-Kaserne in Borken. Anschließend war er Lehrgangsteilnehmer USAFSC in Norfolk, Virginia, Vereinigte Staaten, G 3 der Schule der Bundeswehr für Innere Führung in Koblenz, G 5 der Northern Army Group, G 3 des Wehrbereichskommandos III in der Reitzenstein-Kaserne in Düsseldorf, Referatsleiter im Führungsstab des Heeres im Bundesministerium der Verteidigung auf der Hardthöhe in Bonn und stellvertretender Stabsabteilungsleiter I im Führungsstab der Streitkräfte im Bundesministerium der Verteidigung.
Vom April 1991 bis Ende September 1993 war Wittig letzter Brigadekommandeur der Panzerbrigade 29 in der Graf-Stauffenberg-Kaserne in Sigmaringen und anschließend Generalstabsoffizier zur besonderen Verwendung im Zentrum Innere Führung und im Heeresführungskommando in Koblenz. Ab April 1996 war er stellvertretender Befehlshaber und Kommandeur der Wehrbereichstruppen im Wehrbereich VIII in der Tollense-Kaserne in Neubrandenburg. Mit Ablauf des 30. September 1997 wurde er in den Ruhestand versetzt.

## Privates
Wittig ist evangelisch, verheiratet und hat eine Tochter sowie zwei Söhne.